# Савицький Олександр Валерійович
Олександр Валерійович Савицький (народився 3 травня 1971 у м. Києві, СРСР) — радянський та український хокеїст, захисник. Головний тренер національної збірної команди України з хокею з шайбою. Генеральний менеджер ХК «Кременчук».
Виступав за команди: ШВСМ (Київ), «Сокіл» (Київ), «Пльзень» (Чехія), «Ак Барс» (Казань), «Зволен» (Словаччина), «Хімік» (Воскресенськ), ЦСКА (Москва), «Ольборг Пайретс», «Б'єрклевен», «Керамін» (Мінськ), «Беркут» (Бровари).
У складі національної збірної України учасник чемпіонатів світу 1993 (група C), 1994 (група C), 1995 (група C), 1997 (група C), 1998 (група B), 1999, 2000, 2001 і 2004.
Тренував юніорську, національну збірні України та ХК «Кременчук».
Досягнення
- Чемпіон Росії (1998)
- Срібний призер чемпіонату Словаччини (2000).

Родина
Сини Микита та Тимофій теж хокеїсти.